# Derby Motor Cars
Derby Motor Cars Ltd. war ein kanadisches Unternehmen der Automobilindustrie.

## Unternehmensgeschichte
Louis Arsenault, der vorher für Winnipeg Motor Cars tätig war, gründete 1924 das Unternehmen in Winnipeg. Er begann in Zusammenarbeit mit George W. Davis Motor Car Company mit Produktion und Vermarktung von Automobilen. Der Markenname lautete Derby. Später zog er nach Saskatoon. 1927 endete die Produktion. Insgesamt entstanden 31 Fahrzeuge. Zwei Fahrzeuge existieren noch.

## Fahrzeuge
Die Fahrzeuge entsprachen weitgehend den Modellen von Davis. Ein Sechszylindermotor von Continental trieb die Fahrzeuge an. Zur Wahl standen Limousine, Tourenwagen und Roadster.